# Молибдат калия
Молибдат калия — неорганическое соединение, соль металла калия и молибденовой кислоты с формулой K2MoO4, 
белые кристаллы, 
растворимые в воде, 
образует кристаллогидрат.

## Получение
- Сплавление оксида молибдена(VI) с карбонатом калия:

{\displaystyle {\mathsf {MoO_{3}+K_{2}CO_{3}\ {\xrightarrow {T}}\ K_{2}MoO_{4}+CO_{2}}}}

## Физические свойства
Молибдат калия образует белые кристаллы 
моноклинной сингонии, 
пространственная группа C 2/m, 
параметры ячейки a = 1,2345 нм, b = 0,6078 нм, c = 0,7535 нм, β = 115,73°, Z = 4.
Образует кристаллогидрат состава K2MoO4•5H2O.